# 권두하효자비
권두하효자비(權斗夏孝子碑)는 경상북도 안동시, 안동민속박물관에 있다. 2013년 4월 9일 안동시의 문화유산 제89호로 지정되었다.